# Skálabotnur

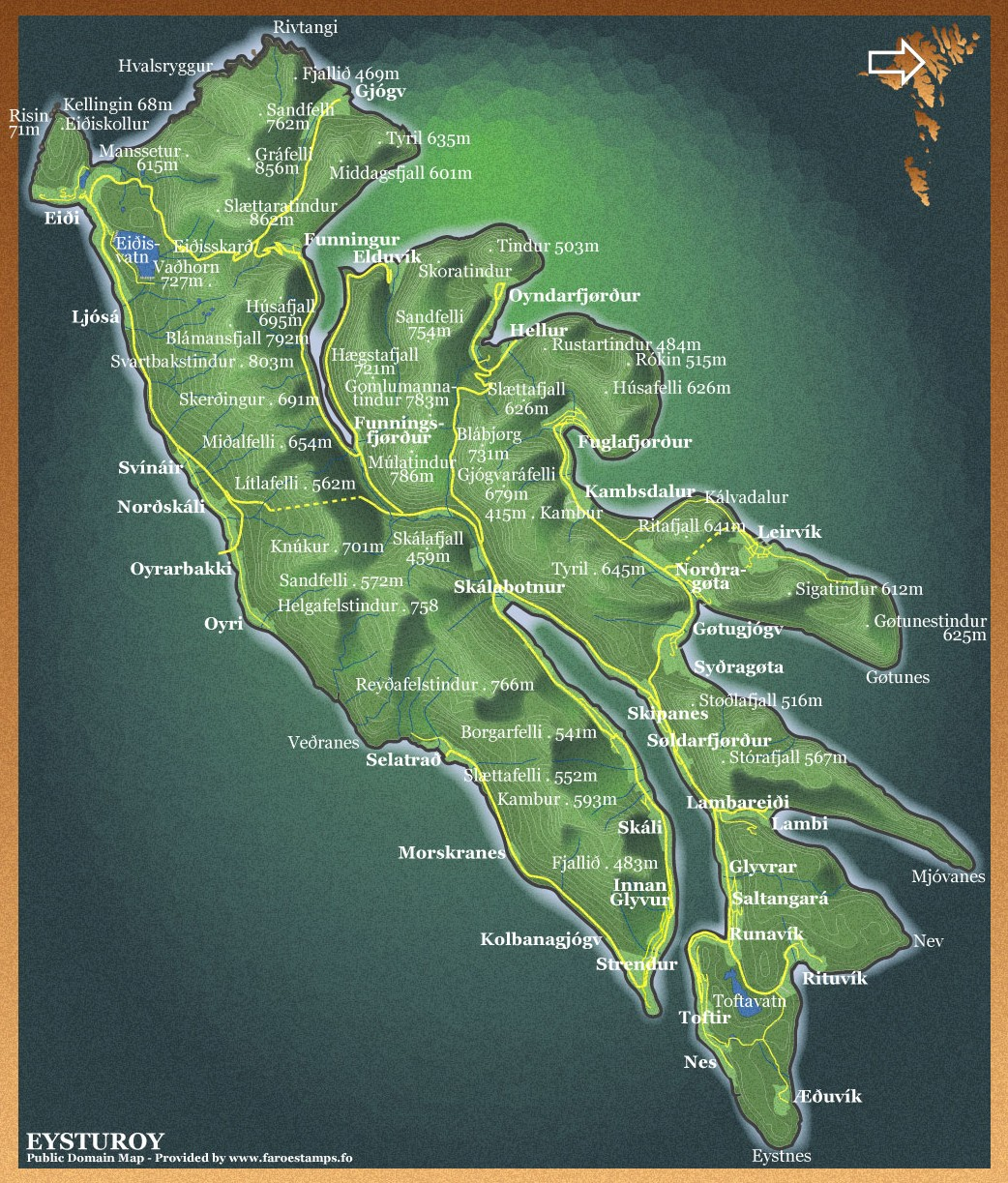
Karte der Insel

Skálabotnur [ˈskɔalaˌbɔtnʊɹ] (dänischer Name: Skålefjord) ist ein Ort der Färöer auf Eysturoy am Ende des Fjords Skálafjørður. Oft wird der Name Skálafjørður auch für diesen Ort verwendet. Um die Verwechslung mit dem Fjord zu vermeiden, einigte man sich auf den Namen Í Skálafirði.
- Einwohner: 100 (1. Januar 2007)
- Postleitzahl: FO-485
- Kommune: Runavíkar kommuna

In Skálabotnur befindet sich einer der seltenen Sandstrände der Färöer. Der Ort wurde zu Beginn des 17. Jahrhunderts gegründet, doch Ausgrabungen lassen darauf schließen, dass hier schon früher gesiedelt wurde.
Heute befindet sich hier eine Zucht von Fischbrut, die nach anderthalb bis zwei Jahren in den Aquakulturen ausgesetzt wird.
Koordinaten: 62° 12′ N, 6° 51′ W